# ハウンズロー区
ハウンズロー・ロンドン自治区（ハウンズロー・ロンドンじちく、英: London Borough of Hounslow）は、イギリスのロンドン西部にある自治区で、アウター・ロンドンを構成する区の一つ。1963年ロンドン政府法により設置された :5 。区の東部はセントラル・ロンドンに近く、区の西部ではサリー州に隣接し、東西に長い区域である。区政はハウンズロー・ロンドン自治区議会が担う。

## 地理
グレーター・ロンドン内では、東側でハマースミス・アンド・フラム区、南側でリッチモンド・アポン・テムズ区、北側でイーリング区、ヒリンドン区に接する。西側ではサリー州と隣接する。

## 地区
- ハウンズロー
- チジック
- ブレントフォード
- アイズルワース
- フェルタム（英語版）

などの地区がある。

## 名所・旧跡・主要施設など
オスタリー・パーク、ガナーズベリー・パーク、サイオン・ハウス、ロンドン水と蒸気の博物館、チジック・ハウスなどの名所がある。